# Henri Coulonges
Pour les articles homonymes, voir Coulonges et Dampierre.
Henri Coulonges de son vrai nom Marc-Antoine de Dampierre, né le 11 juillet 1936 à Deauville (Calvados) et mort le 4 mai 2023 dans le 14e arrondissement de Paris, est un écrivain français, lauréat du Grand prix du roman de l'Académie française en 1979. Ses romans sont traduits en 17 langues.

## Biographie
Henri Coulonges, pseudonyme de Marc-Antoine Marie Yves de Dampierre, après avoir été pendant dix ans le collaborateur de la revue Connaissance des arts, publie en 1975 aux éditions Fayard son premier roman, Les Rives de l'Irrawaddy qui remporte un succès d'estime.
Au printemps 1979, paraît son deuxième roman L'Adieu à la femme sauvage, mis en avant lors de sa sortie par un article de Jean Clémentin dans Le Canard enchainé avant de recevoir le prix RTL grand public. À la fin de l'été, le roman est sur la quasi-totalité des listes des prix littéraires et obtient le Grand prix du roman de l'Académie française.
Ce roman deviendra son plus grand succès commercial, vendu à des centaines de milliers d'exemplaires. Jean Mistler, alors secrétaire perpétuel de l'Académie française écrit à propos de l'œuvre en 1979 que "Dès maintenant, nous pouvons considérer son second livre comme la première pierre de la grande œuvre romanesque et épique que nous attendons depuis quarante ans". D'autres critiques salueront l'œuvre tels que Jean Clémentin "On ne peut s'en arracher... On court à la fin au bord de l'angine de poitrine"  et Françoise Xénakis "Roman bouleversant, plus que bouleversant de bout en bout... que plus jamais vous n'oublierez".
Plusieurs producteurs de cinéma, en particulier outre-atlantique et outre-manche, seront intéressés, prenant des options sur les droits mais sans concrétiser.
Ses autres romans auront aussi un succès critique, comme À l'approche d'un soir du monde (Stock). François Nourissier, ancien président de l'Académie Goncourt, écrira les paragraphes dithyrambiques suivants à son égard : " Ce troisième roman d'Henri Coulonges serait écrit par Le Carré et traduit de l'anglais qu'on crierait au chef-d'œuvre. Nous avons la chance qu'il s'agisse d'un roman français, et le troisième d'une œuvre en train de se faire dont les deux premiers livres étaient déjà remarquables - savourons donc notre plaisir [...] Oui, une étonnante réussite. À la fois réussite romanesque et réussite intellectuelle. Sans avoir l'air de rien l'auteur nous fait traverser de « grands » sujets : colonialisme, nostalgie des indépendances nationales, réflexion sur le terrorisme, affrontement entre les forces encore bouillonnantes des groupes humains et les éternels tenants de l'Ordre et du passé. Tout cela sans didactisme ni prêche, mais dans le miracle d'une perpétuelle animation. Osera-t-on encore, après l'Adieu à la femme sauvage (1979) et A l'approche d'un soir du monde, prétendre que les écrivains français, n'ont pas parfois, la tripe et la plume romanesques ?"
Henri Coulonges se présente à l'Académie française en 1997 et arrive ex-æquo avec Jean-François Revel au premier tour avec treize voix, puis perd au deuxième tour par 16 voix contre 14. Il ne s'est pas représenté par la suite.
Henri Coulonges participe à la vie culturelle française en prenant part plusieurs fois aux émissions Apostrophes,, Radioscopie et Bouillon de Culture. Il est aussi connu en tant que peintre sous le nom de Marc-Antoine de Dampierre et expose notamment au sein de la Galerie Denise René, à Paris,.
Henri Coulonges meurt le 4 mai 2023. Ses obsèques sont célébrées en l'église Saint-Thomas-d'Aquin de Paris dans le 8e arrondissement de Paris, suivies d'une inhumation au cimetière de Passy dans le 16e arrondissement de Paris.

## Vie privée
Henri Coulonges est pensionnaire à Saint Martin de Pontoise avant de poursuivre ses études à Sciences po Paris dont il déserte souvent les amphithéâtres pour arpenter le musée du Louvre ou pour écrire sur le peintre Giorgone. Après des EOR (École officier de réserve) dans la cavalerie à Saumur, il est sous-lieutenant dans un régiment de spahis à cheval pendant la guerre d'Algérie. Son pseudonyme est inspiré d'une propriété familiale située dans l'Eure qu'avait alors son père. Il se marie en janvier 1963 avec Chantal Eltvedt, et a deux fils, Henri et Hubert.

## Œuvre et prix littéraires
- 1975 : Les Rives de l'Irrawaddy (Fayard)
- 1979 : L'Adieu à la femme sauvage  (prix RTL grand public 1979, Grand prix du roman de l'Académie française 1979, Stock)
- 1983 : À l'approche d'un soir du monde (Stock)
- 1987 : Les Frères Moraves (prix des Quatre jurys 1987, Stock)
- 1989 : La Lettre à Kirilenko (prix Chateaubriand 1989, Stock)
- 1992 : La Marche hongroise[17] (Grasset)
- 1996 : Passage de la comète (Grasset)
- 2001 : Six oies cendrées[18](Grasset)

## Décorations
- Croix de la Valeur militaire (France)